# Chrysopilus angustifrons
Chrysopilus angustifrons är en tvåvingeart som beskrevs av Frey 1954. Chrysopilus angustifrons ingår i släktet Chrysopilus och familjen snäppflugor.
Artens utbredningsområde är Myanmar. Inga underarter finns listade i Catalogue of Life.